# Bourrée en mi menor

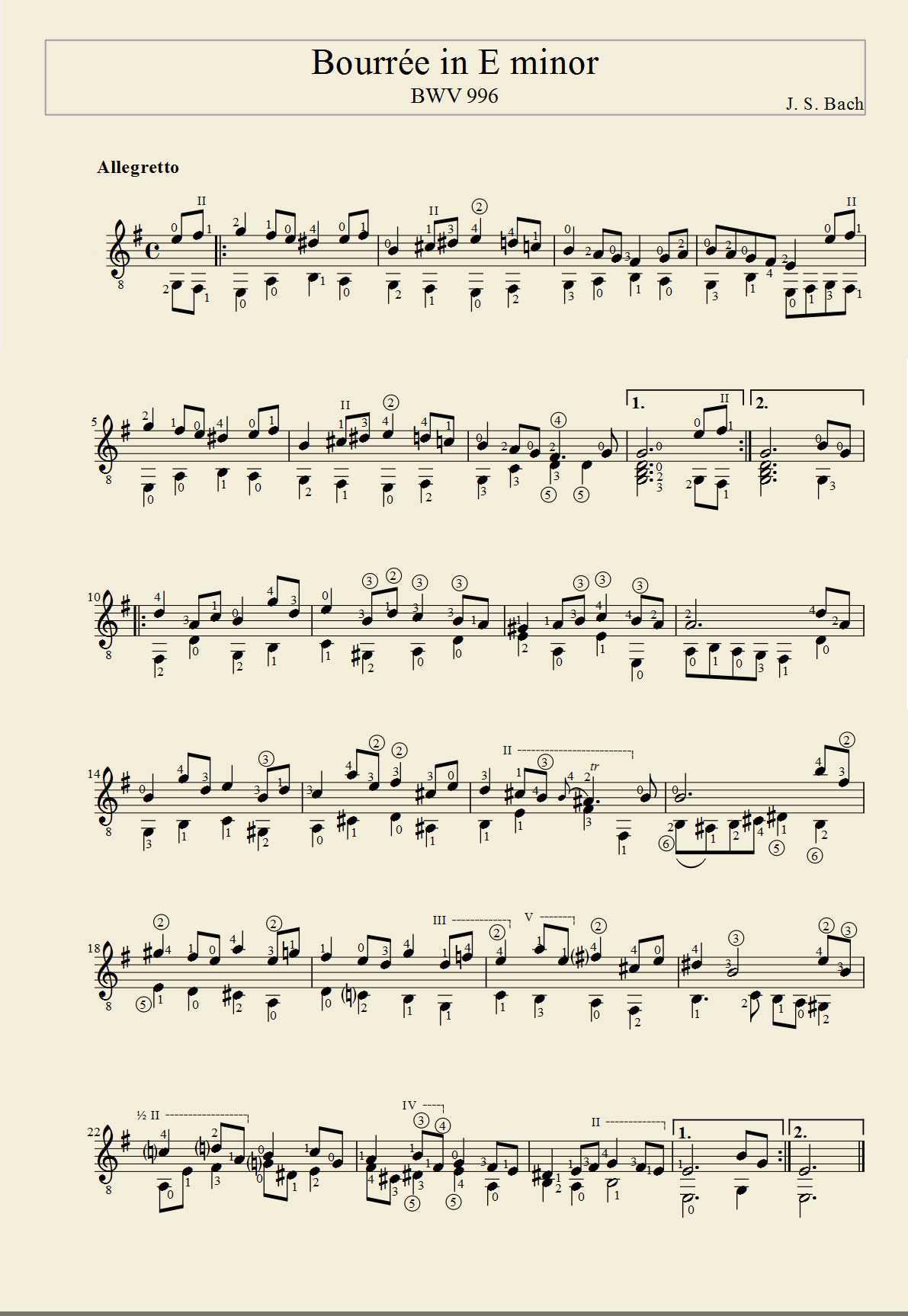
Partitura del Bourrée en mi menor de la Suite para laúd, BWV 996.

Bourrée en mi menor es una pieza musical integrada como quinto movimiento de la Suite en mi menor para laúd, BWV 996 (BC L166), compuesta por Johann Sebastian Bach.  Aunque fue ideada para el laúd, puede ser tocada con otros instrumentos de cuerda similares, como la guitarra, la mandolina o el mandoloncello,  así como con instrumentos de teclado. La pieza ha sido popularizada y es particularmente conocida entre los guitarristas y estudiosos de estos instrumentos. El tempo de la pieza puede variar entre suave y rápido, con una duración aproximada de 70 a 90 segundos, tocada como bourrée, un género de danza tradicional originario de Francia. También es un ejemplo de contrapunto.

## En música clásica
La Bourrée en mi menor de Bach ha inspirado a numerosos compositores a lo largo de la historia. Robert Schumann  transpuso 14 notas de la melodía a la tonalidad de sol menor en la tercera de sus seis fugas B-A-C-H, Op.60 , apareciendo también como una reminiscencia en la Fuga n.º 4. 

## En la cultura popular
En el siglo XX la pieza ha sido retomada por artistas también de géneros populares:
- Paul McCartney reconoció que canciones como "Blackbird" y "Jenny Wren" están ambas inspiradas en las variaciones y alteraciones de la bourrée.[2]
- Led Zeppelin durante sus conciertos en vivo acostumbraba a preceder con la bourrée la canción "Heartbreaker".[3]
- Jethro Tull retomó la bourrée en uno de los cortes de su álbum de 1969 Stand Up, "Bourée".[4] También aparecen versiones en otros álbumes como Aqualung (1971) y The Jethro Tull Christmas Album (2003).
- Tenacious D empleó la bourrée en sus canciones "Rock Your Socks" y "Classico", de su álbum Tenacious D in The Pick of Destiny.[5]
- Yngwie Malmsteen es conocido por integrar temas de Bach en sus actuaciones en vivo.[6]